# Ивановский, Степан Алексеевич
Степан Алексеевич Ивановский (1812—1877) — русский врач, профессор Санкт-Петербургской военно-медицинской академии, гоф-медик, тайный советник.

## Биография
Из дворян Черниговской губернии. Окончил курс в Новгород-Северской гимназии (1827). Окончил медицинский факультет Московского университета с серебряною медалью и степенью лекаря (1832). Был оставлен при университете для подготовки к профессорскому званию. В 1831 году, ещё студентом, был командирован в Санкт-Петербург для борьбы с холерой.
Защитил диссертацию «О некрозе костей» на степень доктора медицины (1836).
С 1837 года служил в Санкт-Петербурге в Семёновском полку, затем в Преображенском полку,  старшим врачом в Михайловской артиллерийской академии и артиллерийском училище. В 1851 г. определен адъюнктом терапевтической клиники Медико-Хирургической академии, где читал лекции по истории медицины.
С 1851 профессор в Императорской медико-хирургической академии, сначала по кафедре энциклопедии и истории медицины, а с 1852 — терапевтической клиники. С 1870 член военно-медицинского учёного комитета до своей смерти. Кроме диссертации, им опубликованы ещё несколько сочинений по внутренним болезням, а по лекциям его издан в 1852 доктором Н. Г. Куприяновым «Курс истории медицины».